# Shanbei
Shanbei (kinesiska: 山北, 山北乡) är en socken i Kina. Den ligger i den autonoma regionen Guangxi, i den södra delen av landet, omkring 120 kilometer nordost om regionhuvudstaden Nanning. Antalet invånare är 26016. Befolkningen består av 13 212 kvinnor och 12 804 män. Barn under 15 år utgör 34 %, vuxna 15-64 år 54 %, och äldre över 65 år 10,0 %.
Genomsnittlig årsnederbörd är 2 090 millimeter. Den regnigaste månaden är juni, med i genomsnitt 346 mm nederbörd, och den torraste är januari, med 46 mm nederbörd.